# The Way We Are
The Way We Are (Alternativtitel: Hollywood Boulevard; Originaltitel: Quiet Days in Hollywood) ist eine deutsche Filmkomödie aus dem Jahr 1997. Regie führte Josef Rusnak, der gemeinsam mit Robert G. Brown auch das Drehbuch schrieb.

## Handlung
Der Film zeigt Episoden aus dem Leben einiger in Los Angeles lebenden Menschen, die verbindet, dass jede Person Sex mit einer früher gezeigten Person hat. Die 17-jährige Prostituierte Lolita und ihre Freundinnen warten vor einem Kino auf den Schauspieler Peter Blaine, der eine Filmpremiere besuchen soll. Später wandert Lolita durch die Straßen der Stadt und hat Sex mit dem Afroamerikaner Angel.
Angel lebt vom Drogenhandel. Nach einem Streit mit seinen Geschäftspartnern will er aus der Stadt fliehen. Er hat im gestohlenen Auto Sex mit der Kellnerin Julie. Etwas später wird Angel getötet, während Julie den Verfolgern entkommt.
Julie wird im Restaurant, in dem sie arbeitet, von Richard vergewaltigt. Richard verbindet eine Affäre mit Kathy, der Frau des Restaurantbesitzers Bobby, der ebenfalls untreu ist. Bobby bekommt ein sexuelles Angebot vom drogenabhängigen Patrick, der früher mit Blaine liiert war. In der letzten Szene hat Blaine Sex mit Lolita.

## Kritiken
Ryan Cracknell schrieb im Apollo Movie Guide, der im Jahr 1997 veröffentlichte Film erscheine im neuen Jahrhundert in einem neuen Licht, weil Hilary Swank Oscarpreisträgerin geworden sei. Sie sei jedoch nur eine kurze Zeit zu sehen. Der Film setze eher auf Dialoge als auf Handlung, die Dialoge würden allerdings nur selten interessant oder natürlich wirken. Die Struktur sei zuerst wirkungsvoll, der Film verliere jedoch bald die aufgebaute Spannung; die meisten Handlungsstränge würden enttäuschen.
Das Lexikon des internationalen Films schrieb, der Film sei eine „in die „X-Generation“ von Los Angeles transponierte „Anlehnung“ an Arthur Schnitzlers „Reigen“, die aber die inhaltlichen Qualitäten des Vorbildes zugunsten einer aufdringlichen und geschmäcklerischen Videoclip-Ästhetik“ opfere. „Trotz eines beeindruckenden Aufgebotes talentierter Darsteller“ würden „die einzelnen Schicksale auf Grund der platten Dialoge und der oberflächlichen Inszenierung“ den Zuschauer emotional nicht ansprechen, weswegen der Film schnell langweile.

## Hintergrund
Der Film wurde in Los Angeles gedreht. Er kam in die deutschen Kinos am 17. Juli 1997.